# Перша окрема лижна бригада
Перша окрема лижна бригада — військове з'єднання створене у 1943 році в Орловській області. Складалось з моряків Тихоокеанського флоту радянського союзу. Командувач першої окремої лижної бригади комбриг Понтяр Іван Іванович. Основними завданнями бригади були: дезорганізація противника; знищення німецьких ешелонів які рухались на Орел, солдатів та техніки; допомога в наступі радянським військам.

## Понтяр Іван Іванович
Понтяр Іван Іванович народився в 1907 році в багатодітній сім'ї в селі Вертіївка Ніжинського району Чернігівської області. Після навчання у Вертіївській семирічній школі № 2 та в середній школі № 1, у 1926 році пішов служити в Червону Армію, а саме в двадцятий Чернігівський полк. Потім, вирішивши стати професійним військовим, вступив до навчання у Харківське військове училище. Став офіцером. У 1933 одружився з жителькою Ніжина Катериною. Служив в Одесі, Бендерах, Тирасполі. В цьому місці народились його доньки Ніна та Валентина. Там родину і застала війна. Іван Понтяр вже командував взводом, ротою, батальйоном та полком. Брав участь у російсько-фінській війні. У червні 1941 року пішов з дому в полк, з яким і відправився на війну.

## Бойовий рейд
Після місяців тренувань, на яких бригаду вчили швидко ходити на лижах і прийомів рукопашного бою, бригада вийшла на зустріч військам Брянського фронту. Зробивши прорив біля станції Вози, бригада стала визволяти курські та орловські землі. Бригада визволила 68 сіл і селищ в цих областях. Саме по бойовому рейду бригади сформувався північний фас Курської дуги. Бригада на десятки кілометрів випереджала регулярні війська 13-ї армії, бо найкращим засобом пересування були лижі.
Взимку 1943 року на території Орловської області вели бої 5 морських бригад — морська дивізія. Тут був цілий військово-морський флот, який нараховував 40 тис. чоловік. Зима була суворою, тому обози і артилерія зупинялись на кожному кроці. Допомагали лижі-волокуни, на яких моряки тягли кулемети, міномети, боєприпаси. Рухались вночі, тому що вдень дороги контролювали німецькі літаки. На тринадцяту добу лижники перейшли дорогу Дмитрівськ — Кроми, по якій в Орел надходили нові частини 9-ї армії Моделя.
Воювали тяжко. Закінчувалась махорка, сухарі, сіль. Доводилось їсти несолену конину. Моряки намагались, як можна, глибше зайти в тил ворога. Щоб не бути поміченими йшли тільки вночі, минаючи населені пункти. Вдень заривались в сніг, ховались в лісах. Та, не дивлячись на всі ці заходи, німці вистежили бригаду.

## Останній бій
Німці вистежили бригаду в районі села Чувардіно. Були викликані командирі підрозділів. Було дано наказ: «Зайняти кругову оборону на висоті за с. Чувардіно, окопатись. Зустрінемо ворога гідно, як того вимагають морські традиції. Без наказу „ні кроку назад“. Будемо пам'ятати морський закон: „Машина задній хід не дає“.»
Закипів триденний бій (19-21 лютого 1943 р.), свідками якого стали жителі с. Чувардіно і моряки, котрі залишились в живих. Ворог зрозумів, що проти нього діє з'єднання, відірване від головних сил фронту, від своїх тилів і постачання. Німці вирішили, що розправитись з ними буде легко. 20 лютого вони підтягнули в цей район великий загін автоматників, а наступного дня було кинуто в бій проти лижників танки.
Почався важкий нерівний бій за села Волобуєво і Чувардіно. Населені пункти переходили із рук в руки. У бригади не було артилерії. Лижники із-за будинків кидали на танки гранати, стріляли з протитанкової зброї, знищували ворожу піхоту з кулеметів, сапери мінували дороги.
В тій складній ситуації командир бригади І. Понтяр, бажаючи обдурити німців, наказав роті саперів організувати обхідний маневр, демонструючи удар по флангу ворога, і встановити протитанкові міни на дорогах. Саперам вдалось виконати завдання. Але сили були не рівні. Бригада понесла багато втрат. Моряки бились до останнього патрона, а коли вони закінчувались, обливали себе горючою сумішшю і кидались під танки. Розстебнувши маскхалати і показуючи тільники, вони йшли в рукопашний бій. Німці називали їх «смугастою смертю». Танки ворога, рухаючись по сніговій цілині, підійшли до околиць села. Становище стало критичним. Наказу про відступ бригаді не було. Було прийнято рішення зайняти оборону в районі села Плоске, хуторів Ільїнського та Нікольського. Ворог був зупинений 22 лютого. На рубіж оборони підійшли передові частини 13-ї армії і замінили їх.
Багато учасників лижного рейду назавжди залишились лежати на орловській землі. Серед загиблих був і майор Іван Іванович Понтяр, який отримав смертельне поранення. Під вечір 22 лютого із штабу 13-ї армії прийшов наказ про виведення бригади з бою і переміщення на рубіж, де фронт стабілізувався. Понтяр І. І. похований в селі Ждановка. Після виконання задання бригаду розформували.